# Valerie Constien
Valerie Constien (Vail, 21 de marzo de 1996) es una deportista de Canadá que compite en atletismo. Participó en los Juegos Olímpicos de Tokio 2020, ocupando el undécimo lugar en la prueba de 3000 m obstáculos.